# Efectos del calentamiento global en la Antártida

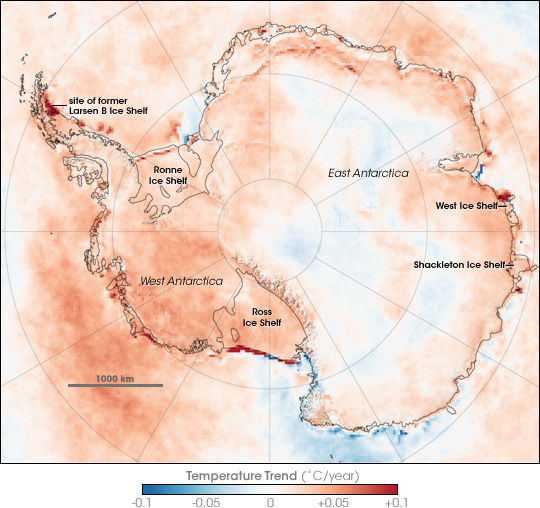
Tendencias de temperatura de la superficie antártica entre 1981 y 2007, basadas en observaciones infrarrojas térmicas realizadas por una serie de sensores satelitales NOAA. Las tendencias de la temperatura de la superficie no reflejan necesariamente las tendencias de la temperatura del aire.

Los efectos del calentamiento global en la Antártida se deben al aumento de las temperaturas, con el consiguiente aumento del derretimiento de la nieve y la pérdida de hielo. Un artículo publicado en 2018 en el que se realizó la síntesis y comparativa de los cálculos y de los datos de numerosos estudios precedentes, encontró que la Antártida perdió 2720 ± 1390 gigatones de hielo durante el período de 1992 a 2017, lo suficiente para contribuir con 7,6 milímetros al aumento del nivel del mar cuando todos los icebergs desprendidos se derritiesen. 
La mayor parte de la pérdida de hielo ocurrió en la Antártida Occidental y en la Península Antártica. El deshielo general se ha acelerado sustancialmente desde 2012: la pérdida total de hielo fue de un promedio de 43 gigatones por año durante el período de 1992 a 2002; sin embargo, el mismo estudio señala que en el quinquenio 2012-2017, la velocidad de pérdida de superficie helada se aceleró hasta un promedio de 220 gigatones por año. La Antártida Oriental parece haber experimentado una ganancia neta de una cantidad relativamente pequeña de hielo durante el período de 25 años, aunque la incertidumbre es mayor debido al hundimiento del lecho de roca subyacente.
Investigadores informaron, el 21 de diciembre de 2012 en la revista Nature Geoscience, de que desde 1958 hasta 2010, la temperatura promedio en la Base Byrd aumentó 2,4 °C. El lugar, que se encuentra en el corazón de la capa de hielo de la Antártida Occidental, es uno de los lugares de más rápido calentamiento en la Tierra. Aunque a veces se informan ligeros aumentos netos en algunos años aislados o aumentos en las plataformas de hielo, esto no contradice la disminución neta que ha experimentado la masa de hielo antártico desde hace décadas.
Mass change of ice in Antarctica, 2002–2023

## Impactos en el ambiente

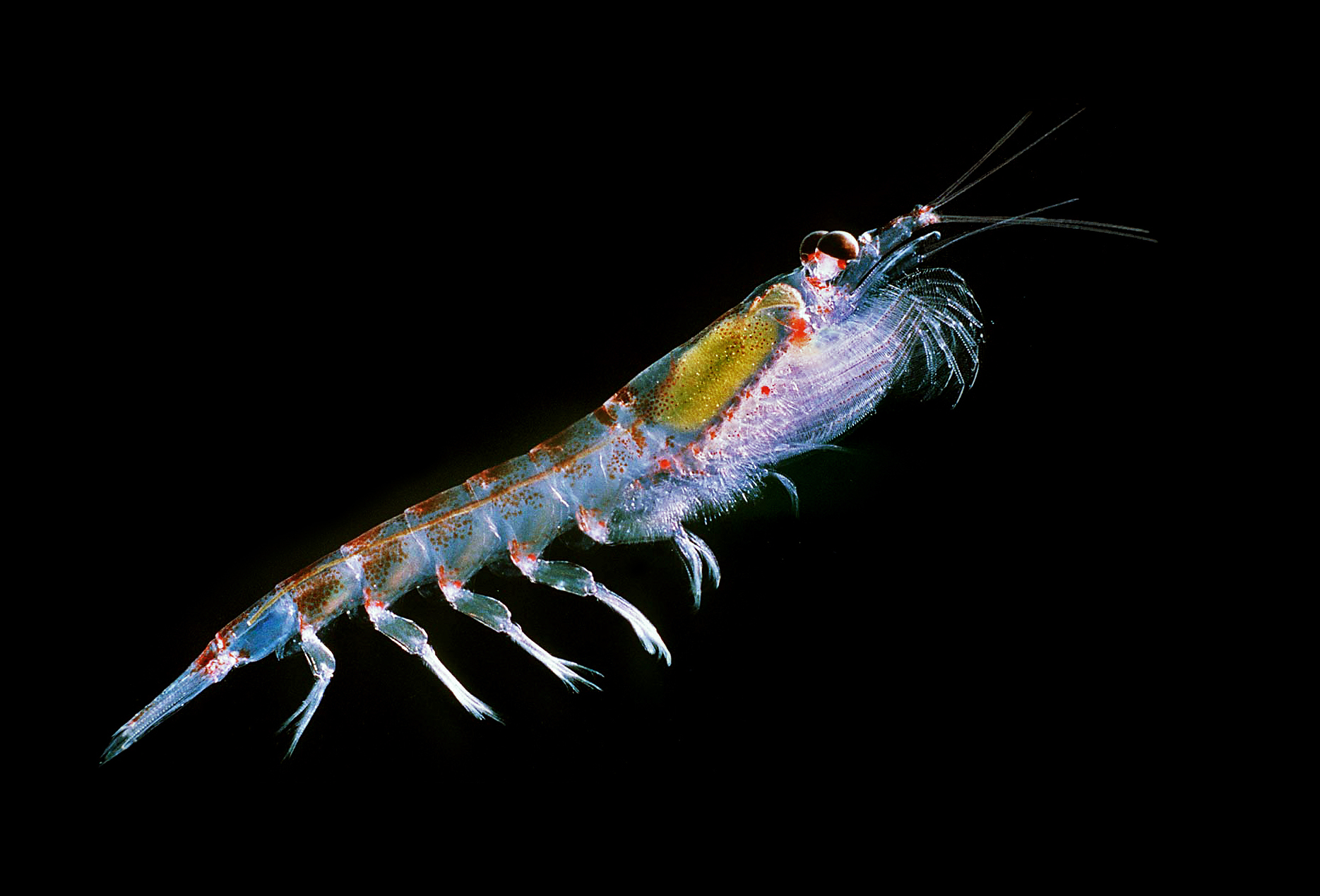
Krill antártico (Euphasia superba).

El efecto del cambio climático va más allá del incremento de temperaturas y un derretimiento acelerado de la capa de hielo sobre la Antártida y el hielo marino alrededor del continente. El cambio climático también resultará en cambios en la estacionalidad, duración e intensidad de los patrones de productividad primaria en el océano del Sur. Cabe recalcar que estos cambios no serán homogéneos, sino que variarán regionalmente productos de las condiciones atmosféricas y oceánicas afectando la región.
Cambios en la producción primaria no solo afectarán a niveles tróficos que dependen directamente de ella (por ej., krill antártico), sino que también especies más arriba en la red trófica del Océano del Sur, incluyendo a depredadores tope como las aves acuáticas y mamíferos marinos. Esto se debe a que el krill es una especie clave que transfiere energía a lo largo de la red trófica.